# Cladocyclus
Cladocyclus è un genere di pesci ossei estinto, appartenente agli ittiodectiformi. Visse nel Cretaceo inferiore (Aptiano - Albiano, circa 118 - 100 milioni di anni fa) e i suoi resti fossili sono stati ritrovati in Sudamerica, in Australia e forse in Europa e in Africa.

## Descrizione
Questo pesce era di dimensioni medio - grandi, e solitamente raggiungeva e oltrepassava il metro di lunghezza; gli esemplari più grandi sfioravano il metro e mezzo. Possedeva un corpo snello e allungato, un muso corto, fauci ampie e dai margini rivolti verso l'alto. I denti di Cladocyclus erano aguzzi e di grosse dimensioni, in particolare quelli della premascella; nella zona della sinfisi mandibolare era presente un singolo dente a forma di zanna per lato (una caratteristica unica tra gli ittiodectiformi). Erano presenti circa 64 vertebre. La pinna dorsale era piccola e posta in posizione arretrata, così come la pinna anale che era pressoché opposta a quella dorsale. Le pinne pelviche erano piccole e strette, mentre le pinne pettorali, benché strette, erano più grandi. La pinna caudale era grande e biforcuta. Lo scheletro della pinna caudale era caratterizzato da due centri urali, otto ipurali, un epurale e sei uroneurali.

## Classificazione
Cladocyclus è un tipico membro degli ittiodectiformi, un gruppo di pesci teleostei arcaici, affini agli Osteoglossiformes ma dalle attitudini predatorie e solitamente di grandi dimensioni. In particolare, sembra che Cladocyclus appartenesse a una famiglia a sé stante (Cladocyclidae), comprendente anche ittiodectiformi di dimensioni minori come Chirocentrites. 

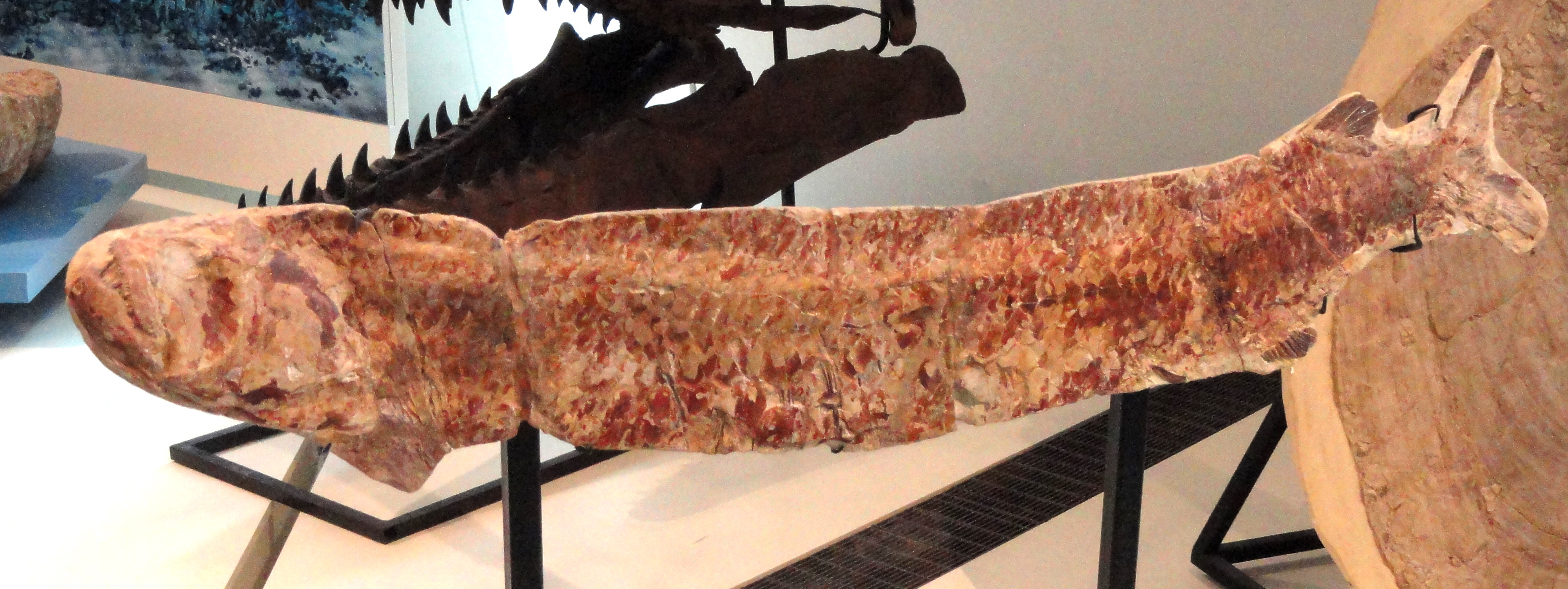
Fossile di Cladocyclus gardneri

Il genere Cladocyclus venne descritto per la prima volta nel 1841 da Louis Agassiz, nella sua monumentale opera Recherches sur les Poissons Fossiles. La specie tipo è Cladocyclus gardneri, ben nota grazie a numerosi esemplari in ottimo stato di conservazione provenienti dai giacimenti dell'Araripe, nel Brasile nordorientale. Altre specie attribuite a questo genere sono C. geddesi dell'Albiano dell'Australia e C. pankowskii del Cenomaniano - Turoniano del Marocco; quest'ultima specie, tuttavia, è stata anche attribuita al genere Aidachar. Sembra che Cladocyclus, però, fosse a tutti gli effetti presente nel Cenomaniano in Marocco (Martill et al., 2011). Altri fossili attribuiti a Cladocyclus sono stati ritrovati nel famoso giacimento di Pietraroja in Italia.